# Firestone Tire & Rubber Company

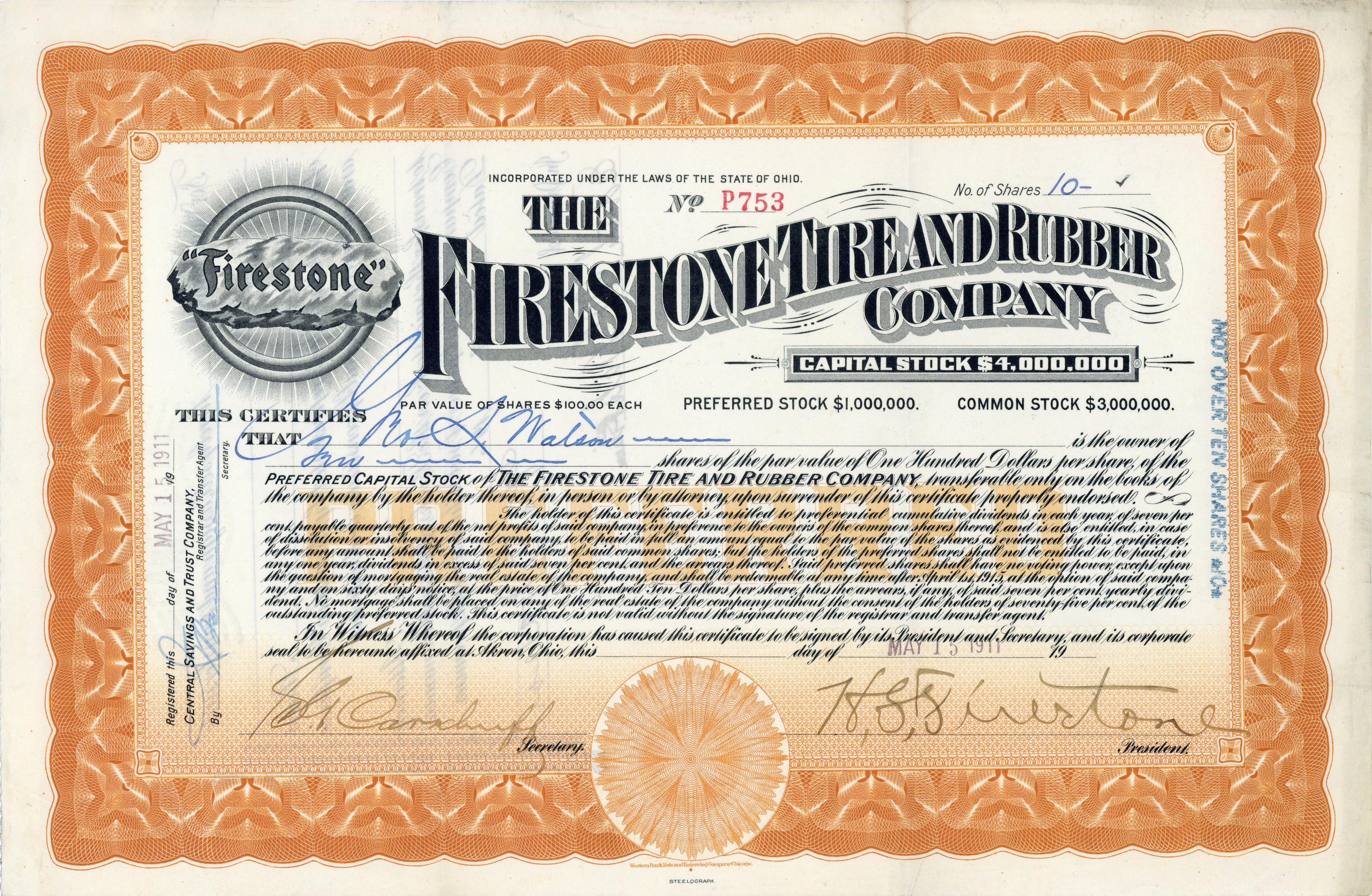
Vorzugsaktie der Firestone Tire and Rubber Company, ausgestellt am 15. Mai 1911 in Akron, Ohio, im Original unterschrieben von Harvey S. Firestone als Präsident

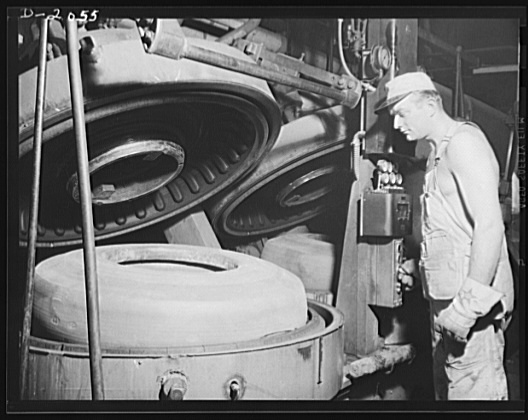
Vulkanisation eines Reifens (1941)

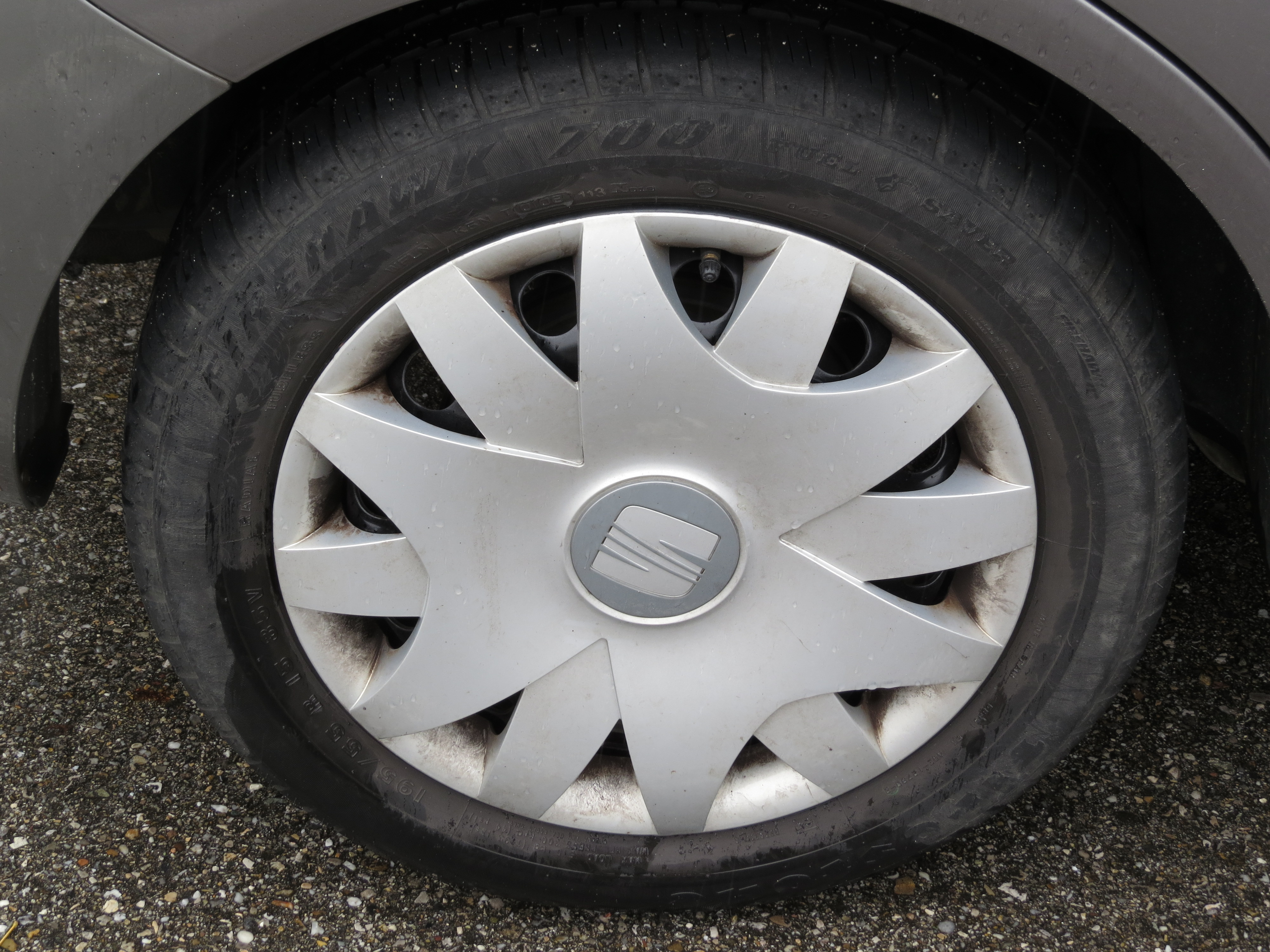
Autoreifen Firestone Firehawk 700 auf einer Stahlfelge in der Dimension 195/55 R 15 (2017)

Die Firestone Tire & Rubber Company ist ein US-amerikanischer Reifenhersteller, der im Jahr 1900 von Harvey Samuel Firestone (1868–1938) in Akron im Bundesstaat Ohio gegründet und seit 1988 unter der Firmierung Bridgestone Firestone, LLC eine Tochtergesellschaft der Bridgestone Tire Company ist.

## Geschichte
Das Unternehmen wurde am 3. August 1900 von Harvey Samuel Firestone in Akron im Bundesstaat Ohio als 12-Mann-Betrieb zur Produktion von luftgefüllten Reifen gegründet. Die Familie des Unternehmensgründers stammte von Deutschen aus dem Elsass namens Feuerstein ab, die 1753 nach Amerika ausgewandert waren. Ursprünglich wurden Reifen für die damals üblichen Transportmittel (Fuhrwerke, Karren etc.) gefertigt. Mit dem Aufkommen der Automobile begann man jedoch schon früh, Autoreifen zu produzieren. Firestone gilt als Pionier der Massenproduktion von Reifen.
Ebenfalls in Akron ansässig war (und ist bis heute) der Hauptkonkurrent Goodyear. Die beiden konkurrierenden Firmen in Akron waren über mehr als ein dreiviertel Jahrhundert die größten Reifenlieferanten für die Automobilindustrie in Nordamerika. Durch persönliche und familiäre Verbindungen zur Familie Ford gelang es Firestone 1906, Originalausrüster für die Automobile der Ford Motor Company zu werden. William Clay Ford Junior, bis September 2006 Präsident und CEO der Ford Motor Company ist ein Abkömmling der Familienbindung Ford/Firestone. Er ist als Urenkel von Henry Ford geboren, sein Vater war William Clay Ford Sen., seine Mutter war Martha Parke Firestone, eine Enkelin von Harvey Samuel Firestone.
1919 wurde ein kanadisches Zweigunternehmen in Hamilton, Provinz Ontario, ins Leben gerufen. Im Jahr 1926 stieg Firestone in die liberianische Wirtschaft ein. Firestone baute eine Kautschukplantage in der kleinen Stadt Harbel. Bis zum Bürgerkrieg in Liberia war diese Plantage der größte private Arbeitgeber des Landes. Die Plantage geriet in heftige Kritik, denn Firestone wurde vorgeworfen, dort Kinderarbeit und andere Menschenrechtsverstöße zuzulassen, was das Unternehmen jedoch zurückwies. 
Ab 1928 trat Firestone als Sponsor der Radiosendung „The Voice of Firestone“ auf, welche vorwiegend klassische Musik brachte, später wurde auch eine schwerpunktmäßig Dokumentarsendungen produzierende Fernsehsendereihe namens „The Voice of Firestone Televues“ finanziell von Firestone getragen.
In den 1970er Jahren mussten aufgrund aufgetretener massiver Qualitätsprobleme Millionen von Reifen zurückgerufen werden. 1981 erzielte Firestone weltweit einen Jahresumsatz von 3,25 Milliarden US-Dollar und war nach Michelin und Goodyear der drittgrößte Reifenhersteller mit einem Weltmarktanteil von 10,8 Prozent. Firestone geriet immer mehr in finanzielle Schwierigkeiten und machte hohe Verluste. Seit 1988 ist das Unternehmen unter der Firmierung Bridgestone Firestone, LLC eine US-amerikanische Tochtergesellschaft der japanischen Bridgestone Tire Company.
Im Jahr 2000 kam es aufgrund von mangelnder Qualität und einer Häufung von Unfällen zu einer weiteren großen Rückrufaktion von Bridgestone/Firestone-Reifen (der Firestone-Modelle Wilderness AT, ATX und ATX II), mit denen vornehmlich der Ford Explorer ausgerüstet war. Im Zuge dieser Rückrufaktion sollten 6,5 Millionen Reifen der besagten Modelle ausgetauscht werden. Firestone stoppte 2001 die Reifenauslieferung an Ford und machte dafür weitgehenden Vertrauensbruch verantwortlich. Dieser gründete darauf, dass Firestone-Ingenieure bereits frühzeitig Mängel an der Fahrwerkskonstruktion des Ford Explorer angezeigt haben, Ford diese aber nicht hinreichend zur Kenntnis genommen hat.
Große Momente im Autorennsport sind zum Beispiel 1997 der bereits zweite Sieg von Arie Luyendyk des Indy 500 und gleichzeitig der fünfzigste Sieg von Firestone auf der legendären Brickyard-Rennstrecke. Drei Jahre später siegt Firestone bei CART (Championship Auto Racing Teams) zum fünften Mal in Folge.